# Oxid wolframičitý
Oxid wolframičitý je jedním z oxidů wolframu, oxidační číslo wolframu v molekule je IV.
Sloučenina bronzové barvy krystaluje v jednoklonné soustavě.